# پالو چوبینسکی
پالو چوبینسکی (اوکراینی: Павло Платонович Чубинський؛ ۱۵ ژانویهٔ ۱۸۳۹ – ۱۴ ژانویهٔ ۱۸۸۴) انسان‌شناس، شاعر، روزنامه‌نگار، هنرمند، جغرافی‌دان، و حقوقدان اهل امپراتوری روسیه بود.